# 과자

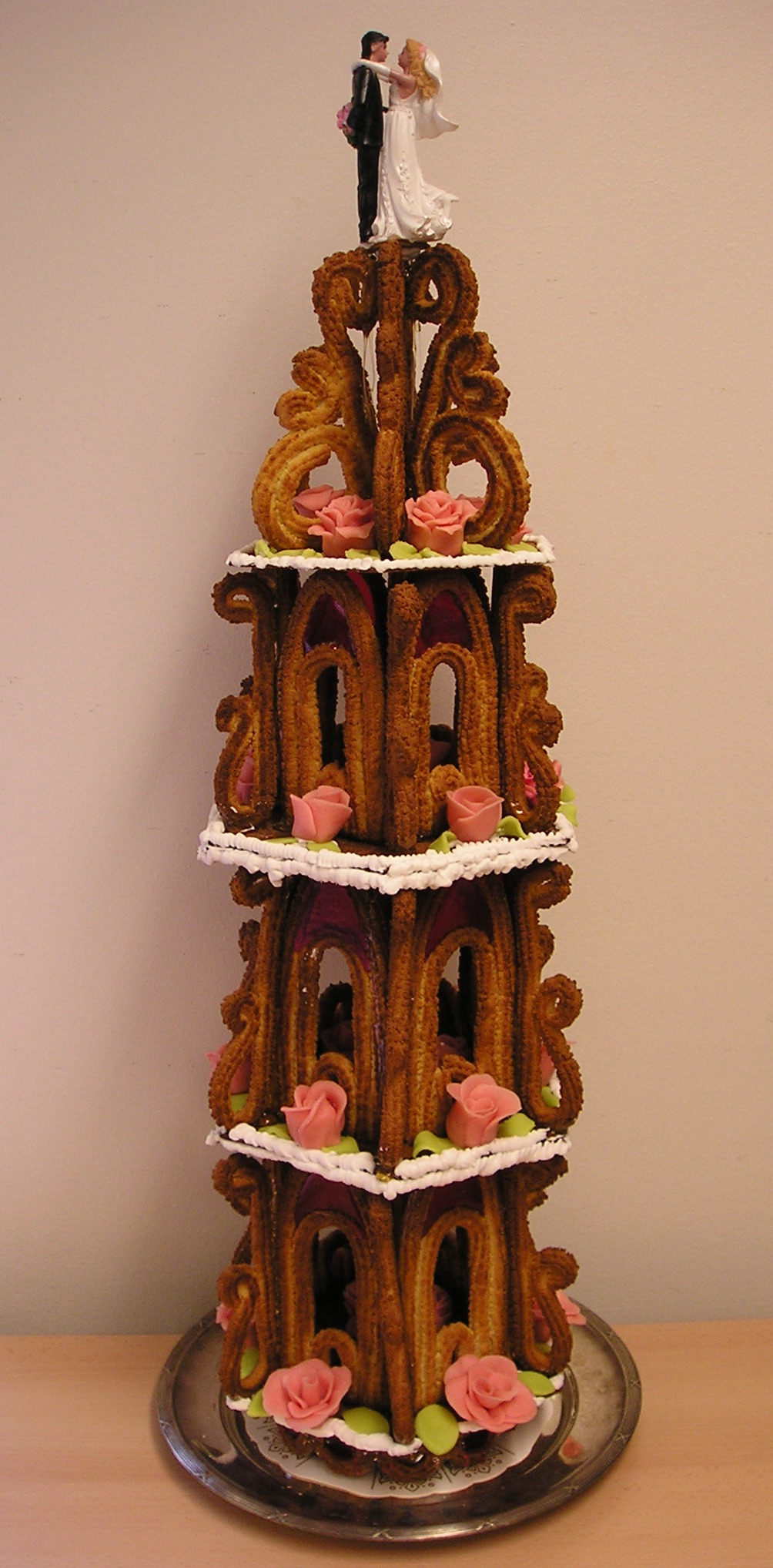
이것은 스칸디나비아의 전통적인 빵집이다.

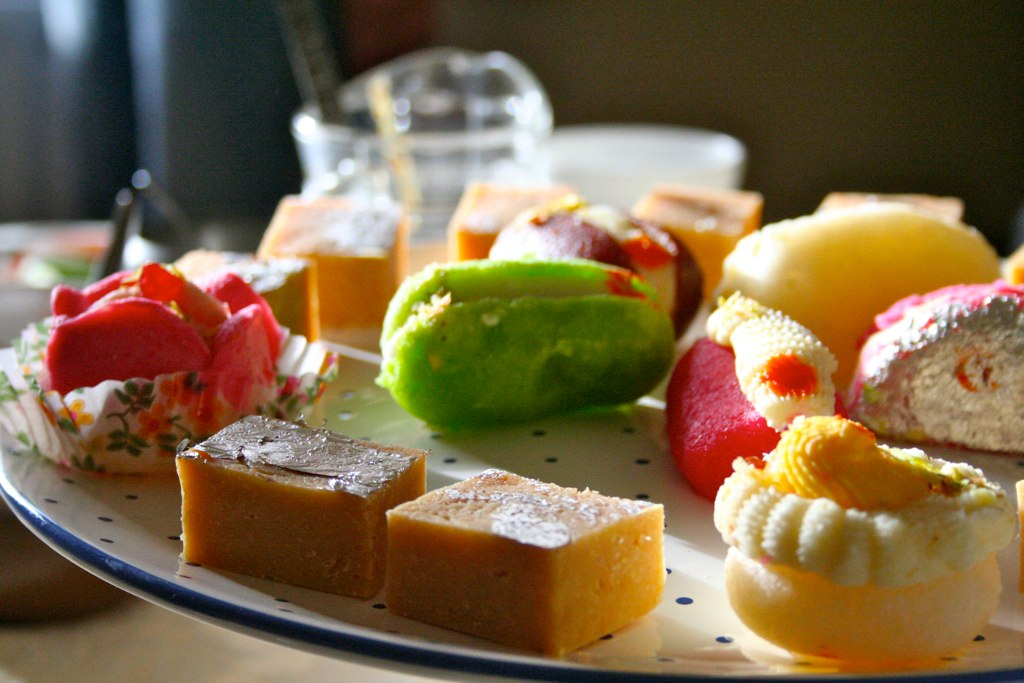
일부 인도 과자 디저트

과자(菓子, 문화어: 밀가루제빵)는 밀가루나 쌀가루 등에 설탕, 우유 등을 섞어 굽거나 기름에 튀겨서 만든  기호식품이다. 주로 단맛이나 짠맛을 낸다. 나라별로 선호한 맛이 다양하며, 한국의 경우 매운맛 과자 또한 많다. 과자의 종류는 여러 가지며, 제조지에 따라선 한과와 양과로 구분되며, 제조 방법에 따라선 실과와 조과로 나뉜다. 보통 밀가루 중 글루텐 함량이 낮은 박력분을 주로 이용하여 만들기 때문에 바삭바삭한 질감을 가진 과자가 많다. 과자는 건강에 그다지 좋지 않으므로 과다섭취는 건강에 해를 끼칠 수 있다.

## 역사
한과의 종류에는 유밀과, 강정, 산자, 엿 등 70여 종이 있다. 역사적으로 과자는 이미 삼국시대에 존재했다. 고려 시대와 조선 시대에는 연회나 의례에 꼭 쓰였다. 이후 1920년대부터 양과가 빠른 속도로 대중화되자 한과류는 잊힐 지경에 이르렀다. 그러나 1980년대에 들면서 맛이 담백한 한과에 대한 인식이 새로워졌다. 이에 한과류를 현대화한 새로운 형태들의 과자들이 생산되고 있다.

## 종류

### 양과
감자칩, 쿠키 등이 여기에 속한다.
대한민국에서 과자(菓子)라는 단어는 구한말에 일본에서 들어왔으며, 20세기 후반 무렵까지 '양과(洋菓)'라는 명칭이 쓰이기도 했는데, '양복'이나 '양장', '양말'과 마찬가지로 서양에서 들어온 것이라 하여 양(洋)자를 붙인 것이다.
반대로 해방 후 외래문물에 대해 우리 전통문물에 한(韓)자를 붙여 부르면서 한국의 전통 과자는 한과라고 부른다.

### 한과
한과 (漢菓)/韓菓)는 한국의 전통적인 과자이다. 조과(造果)라고도  한다. 주로 곡물가루나, 과일, 식용 가능한 뿌리나 잎에 꿀, 엿, 설탕 등으로 달콤하게 만들어 후식으로 먹는다.

## 같이 보기
- 쿠키
- 초콜릿
- 사탕
- 아이스크림
- 케이크
- 후식